# Gle Pucoksadot
Gle Pucoksadot är en kulle i Indonesien.   Den ligger i provinsen Aceh, i den västra delen av landet, 1 700 km nordväst om huvudstaden Jakarta. Toppen på Gle Pucoksadot är 153 meter över havet.
Terrängen runt Gle Pucoksadot är kuperad åt nordost, men åt sydväst är den platt.Runt Gle Pucoksadot är det glesbefolkat, med 18 invånare per kvadratkilometer. I omgivningarna runt Gle Pucoksadot växer i huvudsak städsegrön lövskog.